# Episodi di The Whistler
La prima e unica stagione della serie televisiva The Whistler è andata in onda negli Stati Uniti dal 13 luglio 1954 al 24 giugno 1955 sulla CBS.
| nº | Titolo originale          | Prima TV USA     |
| -- | ------------------------- | ---------------- |
| 1  | Friendly Case of Scandal  | 13 luglio 1954   |
| 2  | Search for an Unknown     | 7 ottobre 1954   |
| 3  | Backfire                  | 14 ottobre 1954  |
| 4  | Cup O'Gold                | 21 ottobre 1954  |
| 5  | Stolen Chance             | 28 ottobre 1954  |
| 6  | Letters from Aaron Burr   | 4 novembre 1954  |
| 7  | Incident at Scully's Key  | 11 novembre 1954 |
| 8  | A Trip to Aunt Sarah's    | 18 novembre 1954 |
| 9  | The Return                | 25 novembre 1954 |
| 10 | Fatal Fraud               | 2 dicembre 1954  |
| 11 | Grave Secret              | 9 dicembre 1954  |
| 12 | Lady in Waiting           | 16 dicembre 1954 |
| 13 | The Big Jump              | 28 dicembre 1954 |
| 14 | Kind Thought              | 30 dicembre 1954 |
| 15 | Cancelled Flight          | 26 giugno 1955   |
| 16 | Roark Island              | 4 gennaio 1955   |
| 17 | The Blank Wall            | 10 gennaio 1955  |
| 18 | Lucky Night               | 19 gennaio 1955  |
| 19 | Sleep My Pretty One       | 26 gennaio 1955  |
| 20 | The Pattern               | 3 febbraio 1955  |
| 21 | Favor for a Friend        | 10 febbraio 1955 |
| 22 | The Jubilee Earring       | 17 febbraio 1955 |
| 23 | Borrowed Byline           | 23 febbraio 1955 |
| 24 | Stranger in the House     | 2 marzo 1955     |
| 25 | The Glass Dime            | 9 marzo 1955     |
| 26 | The Lovely Look           | 16 marzo 1955    |
| 27 | The Other Hand            | 23 marzo 1955    |
| 28 | A Case for Mr. Carrington | 30 marzo 1955    |
| 29 | The Man Who Ran           | 6 aprile 1955    |
| 30 | Windfall                  | 13 aprile 1955   |
| 31 | Death Sentence            | 20 aprile 1955   |
| 32 | Dark Hour                 | 27 aprile 1955   |
| 33 | The First Year            | 8 maggio 1955    |
| 34 | Meeting on Tenth Street   | 24 maggio 1955   |
| 35 | Silent Partner            | 4 giugno 1955    |
| 36 | An Actor's Life           | 7 giugno 1955    |
| 37 | Trademark                 | 9 giugno 1955    |
| 38 | Trigger Man               | 17 giugno 1955   |
| 39 | Marriage Contract         | 24 giugno 1955   |

## Friendly Case of Scandal
- Prima televisiva: 13 luglio 1954

### Trama
- Interpreti: Ann Doran (Ethel), George Eldredge (Rafferty), William Forman (The Whistler (voice), Paul Kelly (George), Lewis Martin (Goodwin), Dorothy Schneider (Muriel)

## Search for an Unknown
- Prima televisiva: 7 ottobre 1954

### Trama
- Interpreti: Paul Brinegar, King Donovan (Ferguson), William Forman (The Whistler - narratore, voce), Jean Howell, Barton MacLane (McKay), Rankin Mansfield (Dobbs), Lane Nakano, Robert Osterloh (Corby)

## Backfire
- Prima televisiva: 14 ottobre 1954

### Trama
- Interpreti: Lon Chaney Jr. (Carl), Dorothy Green (Amy), Dayton Lummis (Arnold), Will J. White (Larkin), Roy Engel (Joe), Dorothy Neumann (Martha), Howard Negley (Henry), William Forman (The Whistler - narratore, voce), Lon Chaney, filmati d'archivio)

## Cup O'Gold
- Prima televisiva: 21 ottobre 1954

### Trama
- Interpreti: Tom Brown (Ralph), Barbara Woodell (Edna), Walter Sande, Marian Carr, Robert Foulk, Duane Grey, William Forman (The Whistler - narratore, voce)

## Stolen Chance
- Prima televisiva: 28 ottobre 1954

### Trama
- Interpreti: Jess Barker (Larry Shaw), Joan Vohs (Joyce Linden), William Hudson (Ted Linden), Art Gilmore (Ferris), Edward Clark (Willoughby), William Forman (The Whistler - narratore, voce)

## Letters from Aaron Burr
- Prima televisiva: 4 novembre 1954

### Trama
- Interpreti: Howard Duff (Ernie Madden), Martha Vickers (Louise Collins), John Harmon (Sid Nolan), Damian O'Flynn (Tailor), Marvin Press, Dan Riss (tenente), Rudolph Anders (Mr. Slagle), Phil Tead, William Forman (The Whistler - narratore, voce)

## Incident at Scully's Key
- Prima televisiva: 11 novembre 1954
- Diretto da: Will Jason
- Scritto da: Joel Malone, Adrian Gendot

### Trama
- Interpreti: Audrey Totter (Kay Fallon), Carleton Young (capitano Crain), Elisabeth Risdon (Mrs. Jaeger), Edward Colmans (Henry Simms), Harry Lewis (vice sceriffo Bentley), Hugh Sanders (sceriffo Carson), William Forman (The Whistler - narratore, voce)

## A Trip to Aunt Sarah's
- Prima televisiva: 18 novembre 1954

### Trama
- Interpreti: Arthur Franz (Paul Carter), Margaret Field (Helen), Frank Gerstle (Max Fenner), Robert Burton (sceriffo), Joellen Malone, Lyle Talbot (Fred Sykes), Everett Glass (Melton), Diane DeLaire, William Bailey, Bertha E. Carlisle, William Forman (The Whistler - narratore, voce)

## The Return
- Prima televisiva: 25 novembre 1954

### Trama
- Interpreti: Miriam Hopkins, Chick Chandler (Norden), Virginia Christine (Helen), Mack Williams (Charles), Douglas Evans (Geoffrey), George Eldredge, Tyler McVey, William Schallert, Allan Ray, William Forman (The Whistler - narratore, voce)

## Fatal Fraud
- Prima televisiva: 2 dicembre 1954

### Trama
- Interpreti: Patrick Aherne (Binkers), John Banner (Van Loovan), John Beradino (Simmoneau), Stanley Farrar, William Forman (The Whistler - narratore, voce), Paul Frees, Patric Knowles (Holmes), Marie Windsor

## Grave Secret
- Prima televisiva: 9 dicembre 1954

### Trama
- Interpreti: Pamela Duncan (Valerie), William Forman (The Whistler - narratore, voce), Robert Griffin (McQuade), Miriam Hopkins (Housekeeper), Hal Taggart (Henry), Murvyn Vye (Melvin)

## Lady in Waiting
- Prima televisiva: 16 dicembre 1954

### Trama
- Interpreti: William Forman (The Whistler - narratore, voce), Nancy Gates (Jean), Taylor Holmes (Rogers), Craig Stevens (Bradley)

## The Big Jump
- Prima televisiva: 28 dicembre 1954

### Trama
- Interpreti: John Ireland, Tina Carver (Sye), Robert Osterloh (North), Harry Tyler (Donlan), Charles Lind, Joseph Hamilton, William Forman (The Whistler - narratore, voce)

## Kind Thought
- Prima televisiva: 30 dicembre 1954

### Trama
- Interpreti: William Forman (The Whistler - narratore, voce), Toni Gerry (Peggy), John Howard (Adamson), Phil Tead (MacDonald), Carleton Young (Matthews)

## Cancelled Flight
- Prima televisiva: 26 giugno 1955

### Trama
- Interpreti: Richard Arlen, Lewis Charles (Mason), William Forman (The Whistler - narratore, voce), William Pullen, Walter Sande (Bannion), John Stephenson, Bill Walker, Barbara Woodell

## Roark Island
- Prima televisiva: 4 gennaio 1955

### Trama
- Interpreti: Tom Brown (Keith), Cathy Downs (Kathy), William Forman (The Whistler - narratore, voce), Dayton Lummis (Matt), Damian O'Flynn (Bradbury)

## The Blank Wall
- Prima televisiva: 10 gennaio 1955

### Trama
- Interpreti: Wallace Ford (Mason), William Forman (The Whistler - narratore, voce), Jonathan Hale, Ruth Lee (Mrs. Krane), Nelson Leigh (Charlie), Harry Lewis (Donald), George Milan, Kasey Rogers (Kathy), Benny Rubin, Philip Van Zandt (Sharpe)

## Lucky Night
- Prima televisiva: 19 gennaio 1955

### Trama
- Interpreti: William Forman (The Whistler - narratore, voce), Byron Foulger (Alfred), Peter Leeds (Campion), Irene Ryan (Caroline)

## Sleep My Pretty One
- Prima televisiva: 26 gennaio 1955

### Trama
- Interpreti: Nan Boardman (Madame Zorga), Joseph Crehan (Olson), William Forman (The Whistler - narratore, voce), Paul Langton (Max), Sarah Padden (Amanda), Linda Stirling (Jean), Martha Vickers (Cora)

## The Pattern
- Prima televisiva: 3 febbraio 1955

### Trama
- Interpreti: Ellen Corby (Mary), Robert Ellenstein (Pettigrew), William Forman (The Whistler - narratore, voce), Milton Frome (Arnold)

## Favor for a Friend
- Prima televisiva: 10 febbraio 1955

### Trama
- Interpreti: Hillary Brooke (Sharon), William Forman (The Whistler - narratore, voce), Art Gilmore, Reed Howes, Jess Kirkpatrick, Harry Landers, Robert Strauss, Pierre Watkin (Roarke)

## The Jubilee Earring
- Prima televisiva: 17 febbraio 1955

### Trama
- Interpreti: Marguerite Chapman (Fran), John Close (Duke), Edith Evanson (Sarah), William Forman (The Whistler - narratore, voce), William Haade (Mudgett), Douglas Kennedy (Mark), Danni Sue Nolan (Abby)

## Borrowed Byline
- Prima televisiva: 23 febbraio 1955

### Trama
- Interpreti: Arthur Franz (McKelvey), Philip Van Zandt (Solendrum), Trevor Ward (Parksley), Russ Conway (Government Official), Edwin Luke, Joseph Kim, Ramsay Hill, Patrick O'Moore, William Forman (The Whistler - narratoree)

## Stranger in the House
- Prima televisiva: 2 marzo 1955

### Trama
- Interpreti: Virginia Field (Marie), William Forman (The Whistler - narratore, voce), Everett Glass (Fenwick), Douglas Kennedy (Robert), Charlotte Knight (Maid), Hugh Sanders (Ellerbe)

## The Glass Dime
- Prima televisiva: 9 marzo 1955

### Trama
- Interpreti: Darlene Fields (Marilyn), William Forman (The Whistler - narratore, voce), Robert Hutton (Harry), Eve Miller (Edith), Phil Tead (Ben)

## The Lovely Look
- Prima televisiva: 16 marzo 1955

### Trama
- Interpreti: Murvyn Vye (Belden), Pamela Duncan (Laurie), Sheila Bromley (Harriet), Gene Darcy, William Forman (The Whistler - narratore, voce)

## The Other Hand
- Prima televisiva: 23 marzo 1955

### Trama
- Interpreti: Pauline Crell (Supervisor), William Forman (The Whistler - narratore, voce), Dorothy Green (Lenore), Angela Greene (Susan), John Howard (Clint), Ann Seaton (infermiera)

## A Case for Mr. Carrington
- Prima televisiva: 30 marzo 1955

### Trama
- Interpreti: Patric Knowles (Gordon), Paul Dubov (Wade), Randy Stuart (Paula), Reginald Denny (Carrington), Morris Ankrum (Leland), John Alvin, Milton Wood, Patrick Aherne, William Forman (The Whistler - narratore, voce)

## The Man Who Ran
- Prima televisiva: 6 aprile 1955

### Trama
- Interpreti: Les Tremayne (Arthur Winslowe), Dorothy Patrick (Vivian Brewster), Sheila Bromley (Ethel Winslowe), Paul Harvey (Edgar Brewster), Tom Daly, Jess Kirkpatrick (Benny), Maxine Malone, William Forman (The Whistler - narratore, voce)

## Windfall
- Prima televisiva: 13 aprile 1955

### Trama
- Interpreti: Charles McGraw (Ted Lacarno), Dorothy Green (Harriet Stark), Percy Helton (Florist), Stanley Farrar, James Flavin ( della poliziaLieutenant), Charles Tannen (detective in Office), John Beradino, Hal Floyd, Charles Gibb, Jeane Wood, J. Anthony Hughes, Reed Howes (impiegato), William Forman (The Whistler - narratore, voce)

## Death Sentence
- Prima televisiva: 20 aprile 1955

### Trama
- Interpreti: Marshall Thompson (Martin Heath), Danni Sue Nolan (Sally Heath), John Doucette (Jack Blaine), Alyn Lockwood, Joe Devlin (barista), John Cliff (soldato Detective), James Flavin ( della poliziaLieutenant), Alan Foster, Ralph Gamble, William Forman (The Whistler - narratore, voce)

## Dark Hour
- Prima televisiva: 27 aprile 1955

### Trama
- Interpreti: Robert Hutton (Steven Lacey), Nancy Gates (Ann), Lewis Martin (Shawn Fenton), Charles Meredith (procuratore distrettuale Frank Keniston), Herb Vigran (Dave—Bartender), Paul Bryar (Al), Marjorie Bennett (Mrs. Everett), Benny Burt, Allan Ray, William Forman (The Whistler - narratore, voce)

## The First Year
- Prima televisiva: 8 maggio 1955

### Trama
- Interpreti: Virginia Field (Lydia), Craig Stevens (Elliott), John Hoyt (Ballenger), Jonathan Hale (Ridgely), Robert Carson, William Pullen, Alan Dexter, Harvey B. Dunn, Edwin Reimers, Fred Sherman, William Forman (The Whistler - narratore, voce)

## Meeting on Tenth Street
- Prima televisiva: 24 maggio 1955

### Trama
- Interpreti: Robert Ellenstein (Marsh), Peggy Webber (Denise), Lillian Bronson (Mrs. Clark), Willis Bouchey (West), Thomas Browne Henry (Pawnshop Man), Clancy Cooper (Harry), Dick Rich (Mike), Carl Milletaire (Barber), Charles Victor (Actor in Movie), William Forman (The Whistler - narratore, voce)

## Silent Partner
- Prima televisiva: 4 giugno 1955

### Trama
- Interpreti: William Forman (The Whistler - narratore, voce), Sally Fraser (Dorothy), Charles McGraw (Matt), Hugh Sanders (Wilk), Jon Shepodd (Charley)

## An Actor's Life
- Prima televisiva: 7 giugno 1955

### Trama
- Interpreti: Richard Benedict (Hoffman), Hal K. Dawson, Donna Drew, Margaret Field (Julie), George Fisher, William Forman (The Whistler - narratore, voce), Arthur Franz (Leo), John Hubbard (Hackett), Don Kohler, Don Shelton

## Trademark
- Prima televisiva: 9 giugno 1955

### Trama
- Interpreti: William Forman (The Whistler - narratore, voce), Fiona Hale (Cecille), Jim Hayward (Sam), Harry Landers (Fuller), Dayton Lummis (Jason), Maureen O'Sullivan (Marta)

## Trigger Man
- Prima televisiva: 17 giugno 1955

### Trama
- Interpreti: John Doucette (Havens), William Forman (The Whistler - narratore, voce), Danni Sue Nolan (Stella), Hayden Rorke (Radigan), Marshall Thompson (Martin)

## Marriage Contract
- Prima televisiva: 24 giugno 1955

### Trama
- Interpreti: Tom Brown (Eddie), William Forman (The Whistler - narratore, voce), Toni Gerry (Marsha), Helen Spring (Anna), Charles Winninger (Peter)